# Tage Weirum
Tage Juhl Weirum (ur. 16 lutego 1949 w Frederiksværk) – duński zapaśnik walczący w stylu klasycznym. Olimpijczyk z Monachium 1972, gdzie odpadł w eliminacjach w kategorii 68 kg.
Dziewiąty na mistrzostwach świata w 1977. Piąty na mistrzostwach Europy w 1970. Zdobył pięć medali na mistrzostwach nordyckich w latach 1970 - 1978.
Ośmiokrotny mistrz Danii w latach: 1968, 1970, 1972 - 1975, 1977 i 1978; a trzeci w 1966, 1971 i 1980 roku.